# European Squash Club Championships
Das European Squash Club Championships (ESCC) ist der Europapokal der Landesmeister im Squash. Es ist ein offizielles Event des europäischen Squashverbandes, der European Squash Federation (ESF).

## Historie
Das Turnier wurde erstmals 1980 veranstaltet, allerdings folgte erst 1989 die zweite Ausgabe. Mittlerweile finden die Championships jährlich statt. Es qualifizieren sich die europäischen Mannschaften, die am Ende der Saison Landesmeister in ihrer Liga wurden. Eine Ausnahme bildet der Titelverteidiger: Er ist automatisch qualifiziert, sodass aus einem Land zwei Vereine teilnehmen dürfen. Würde der Titelverteidiger der Championships in der Ligasaison nach dem Titelgewinn Landesmeister, ist automatisch der Zweitplatzierte der Ligasaison für die Championships qualifiziert. Das Turnier wird in der Regel innerhalb einer Woche durchgeführt.
Rekordmeister ist der Paderborner SC bei den Herren, der bislang zwölfmal den Titel gewann. Bei den Damen ist Pontefract aus England mit sechs Titeln Rekordhalter.

## Bisherige Sieger
| Jahr | Sieger Herren           | Sieger Damen              | Austragungsort  |
| ---- | ----------------------- | ------------------------- | --------------- |
| 2024 | Roehampton Club         | Roehampton Club           | London          |
| 2023 | Paderborner SC          | Roehampton Club           | Paderborn       |
| 2022 | Paderborner SC          | Roehampton Club           | Riccione        |
| 2019 | Paderborner SC          | Edgbaston Priory          | Eindhoven       |
| 2018 | Paderborner SC          | Edgbaston Priory          | Eindhoven       |
| 2017 | Mulhouse SC             | Edgbaston Priory          | Paderborn       |
| 2016 | Paderborner SC          | Edgbaston Priory          | Pontefract      |
| 2015 | Black&White RC Worms    | US Créteil                | Krakau          |
| 2014 | Black&White RC Worms    | Mulhouse SC               | Nottingham      |
| 2013 | Black&White RC Worms    | Pontefract                | Riccione        |
| 2012 | Black&White RC Worms    | Pontefract                | Prag            |
| 2011 | Paderborner SC          | Belfast Boat Club         | Belfast         |
| 2010 | Paderborner SC          | Edgbaston Priory          | Pontefract      |
| 2009 | Aberdeen                | Pontefract                | Göteborg        |
| 2008 | Paderborner SC          | Pontefract                | Linz            |
| 2007 | Paderborner SC          | L’Hermine de Rennes       | Budapest        |
| 2006 | Sport-Insel Stuttgart   | Pontefract                | Malmö           |
| 2005 | Paderborner SC          | SC Bordesholm             | Paderborn       |
| 2004 | Paderborner SC          | Court-Wiesel Bonn-Mülheim | Linz            |
| 2003 | Paderborner SC          | Pontefract                | Odense          |
| 2002 | Capitol St. Cloud Paris | St. Cloud 92              | Aix-en-Provence |
| 2001 | Capitol St. Cloud Paris | St. Cloud 92              | Rennes          |
| 2000 | Capitol St. Cloud Paris | Gütersloher SC            | Hoofddorp       |
| 1999 | Linköping Squashklubb   | Gütersloher SC            | Helsinki        |
| 1998 | Pontefract              | Gütersloher SC            | Wien            |
| 1997 | Colets Health & Fitness | Lee-on-Solent             | Portimão        |
| 1996 | Linköping Squashklubb   | Binnenhof                 | München         |
| 1995 | OSC Ingolstadt          | Edgbaston                 | Helsinki        |
| 1994 | OSC Ingolstadt          | Richmond                  | Paris           |
| 1993 | Capitol St. Cloud Paris | Victoria                  | Rotterdam       |
| 1992 | Capitol St. Cloud Paris | Victoria                  | Rotterdam       |
| 1991 | Boastars Kiel           | Victoria                  | Odense          |
| 1990 | Espoo                   | Victoria                  | Luxemburg       |
| 1989 | Lambs                   | Richmond                  | Luxemburg       |
| 1981 | Triangeln               | -                         | Stuttgart       |